# 岩崎村 (愛知県東春日井郡)
岩崎村（いわさきむら）は、愛知県東春日井郡にかつてあった村である。
現在の小牧市の北部（岩崎・岩崎原など）に該当する。

## 歴史
- 1889年（明治22年）10月1日 - 岩崎村、岩崎原新田が合併し、岩崎村発足。
- 1906年（明治39年）7月16日 - 味岡村、久保一色村と合併し、味岡村発足。同日岩崎村は廃止。